# 乔口镇
乔口镇，位于湖南省长沙市湘江下游西岸，距离长沙市主城区约为40公里，望城区所辖，处望城、益阳市赫山区和湘阴县三县区交汇处。乔口镇为望城区大众垸四乡镇之一，地理上为洞庭湖平原南缘，水陆交通方便，人口密集，每平方公里超过2000人，为三县区交界地区物质集散地。

## 历史
唐朝初年，当地建立集市。唐朝大历四年（769年），诗人杜甫流寓过此，曾作《入乔口》诗。北宋时属长沙县。明朝设巡检司。现乔口镇1951年属于田心乡、民主乡、和平乡、合峰乡和乔口镇地域。1956年，并入靖港镇。1958年，划为靖港人民公社乔口集镇大队。1961年析建乔口公社，隶属于靖港区。1984年，乔口公社改为乔口乡。1985年更名乔口镇。2002年全镇辖19村、1社区。2004年村级区划改革，调整为10个村、1个社区。

## 现行行政区划
下辖11个行政村1个社区，分别为乔口社区，柳林江村、大垅围村、水星村、田心坪村、荷叶湖村、盘龙岭村、团头湖村、蓝塘寺村、湛水村和鲜鱼塘村。

## 经济
水系发达，主要以农业，渔业为主。风光旖旎。1960年，当地建乔口纺织厂。1975年，长沙市轮渡公司开航长沙—乔口客轮。1976年，开挖烂泥湖撇洪河，建乔口防洪闸，集防洪、排渍发电、通车、通航为一体，1978年9月竣工。同年当地政府拓宽取直街道，推进城镇化工作。